# Iglesia de Santa María de los Remedios (La Cerollera)
La iglesia de Santa María de los Remedios es una iglesia parroquial de  La Cerollera, Teruel, Aragón, España.

## Historia
En 1734 se demolió el antiguo templo y se inició la edificación de uno nuevo. Esta se interrumpió a los dos años de su inicio y se retomó en 1759, finalizándose en 1767. Sus retablos de madera fueron desmantelados y quemados en 1936.

## Descripción
Es de estilo barroco, de planta de salón, rectangular, con tres naves de igual altura, divididas por esbeltos pilares de orden corintio. Se cubre con bóvedas de cañón.